# Jim Broadbent
Jim Broadbent (ur. 24 maja 1949 w Lincoln) – angielski aktor filmowy, teatralny i telewizyjny. Laureat Oscara.
Ukończył London Academy of Music and Dramatic Art (LAMDA), w 1972 zaczął regularnie występować na scenach teatralnych, m.in. prestiżowego Royal Shakespeare Company. W filmie debiutował u Jerzego Skolimowskiego – w Krzyku w 1978. Przez wiele lat występował w produkcjach telewizyjnych (Czarna Żmija), pojawiał się także na dużym ekranie, najczęściej w rolach drugoplanowych lub epizodycznych. Stopniowo umacniał pozycję zawodową, obok filmów czołowych brytyjskich reżyserów (Stephen Frears, Mike Leigh) zaczął grać także w produkcjach amerykańskich.
Najlepszym rokiem w jego karierze okazał się 2001, kiedy to zagrał w hitach kasowych sezonu: Moulin Rouge! i Dzienniku Bridget Jones. W tym samym roku zagrał także w Iris, filmie będącym fabularyzowaną biografią Iris Murdoch. Kreacja Johna Bayleya, nieśmiałego męża znanej pisarki, przyniosła mu w 2002 Oscara dla aktora w roli drugoplanowej oraz nagrodę Złotego Globu.

## Filmografia
- 1981: Psy wojny (The Dogs of War)
- 1985: Brazil
- 1989: Eryk wiking
- 1992: Gra pozorów (The Crying Game)
- 1994: Strzały na Broadwayu (Bullets Over Broadway)
- 1995: Ryszard III (Richard III)
- 1997: Pożyczalscy (The Borrowers)
- 1998: O mały głos (Little Voice)
- 1999: Topsy-Turvy
- 2001: Dziennik Bridget Jones (Bridget Jones’s Diary)
- 2001: Moulin Rouge!
- 2001: Iris
- 2002: Gangi Nowego Jorku (Gangs of New York)
- 2004: Vera Drake
- 2004: Opowieść z życia lwów (Pride)
- 2004: W 80 dni dookoła świata (Around the World in 80 Days)
- 2004: Bridget Jones: W pogoni za rozumem (Bridget Jones: The Edge of Reason)
- 2005: Szeregowiec Dolot (The Valiant)
- 2005: Magiczna karuzela (The Magic Roundabout)
- 2005: Opowieści z Narnii: Lew, czarownica i stara szafa (The Chronicles of Narnia: The Lion, the Witch and the Wardrobe) jako profesor Digory Kirke
- 2006: Longford
- 2008: Atramentowe serce (Inkheart)
- 2008: Indiana Jones i Królestwo Kryształowej Czaszki (Indiana Jones and The Kingdom of the Crystal Skull)
- 2009: Harry Potter i Książę Półkrwi (Harry Potter and the Half-Blood Prince) jako profesor Horacy Slughorn
- 2010: Harry Potter i Insygnia Śmierci. Część I (Harry Potter and the Deathly Hallows: Part I) jako profesor Horacy Slughorn
- 2011: Harry Potter i Insygnia Śmierci. Część II (Harry Potter and the Deathly Hallows: Part II) jako profesor Horacy Slughorn
- 2011: Żelazna Dama (The Iron Lady) jako Denis Thatcher
- 2012: Atlas chmur (Cloud Atlas) jako m.in. kapitan Molyneux
- 2013: Układ (Closed Circuit) jako prokurator
- 2014: Paddington jako pan Gruber
- 2016: Tarzan: Legenda jako premier (Robert Gascoyne-Cecil)
- 2025: Bridget Jones: Szalejąc za facetem (Bridget Jones: Mad About the Boy) jako Colin Jones

## Nagrody
- Nagroda Akademii Filmowej Najlepszy aktor drugoplanowy: 2002: Iris
- Złoty Glob Najlepszy aktor w miniserialu lub filmie telewizyjnym: 2008: Longford Najlepszy aktor drugoplanowy: 2002: Iris
- Nagroda BAFTA Najlepszy aktor: 2007: Longford Najlepszy aktor drugoplanowy: 2002: Moulin Rouge!